# Albert Affolter
Albert Affolter (* 11. August 1856 in Solothurn; † 21. März 1932 in Lausanne, heimatberechtigt in Gerlafingen) war ein Schweizer Jurist, Politiker (FDP) und Bundesrichter.

## Leben und Werk

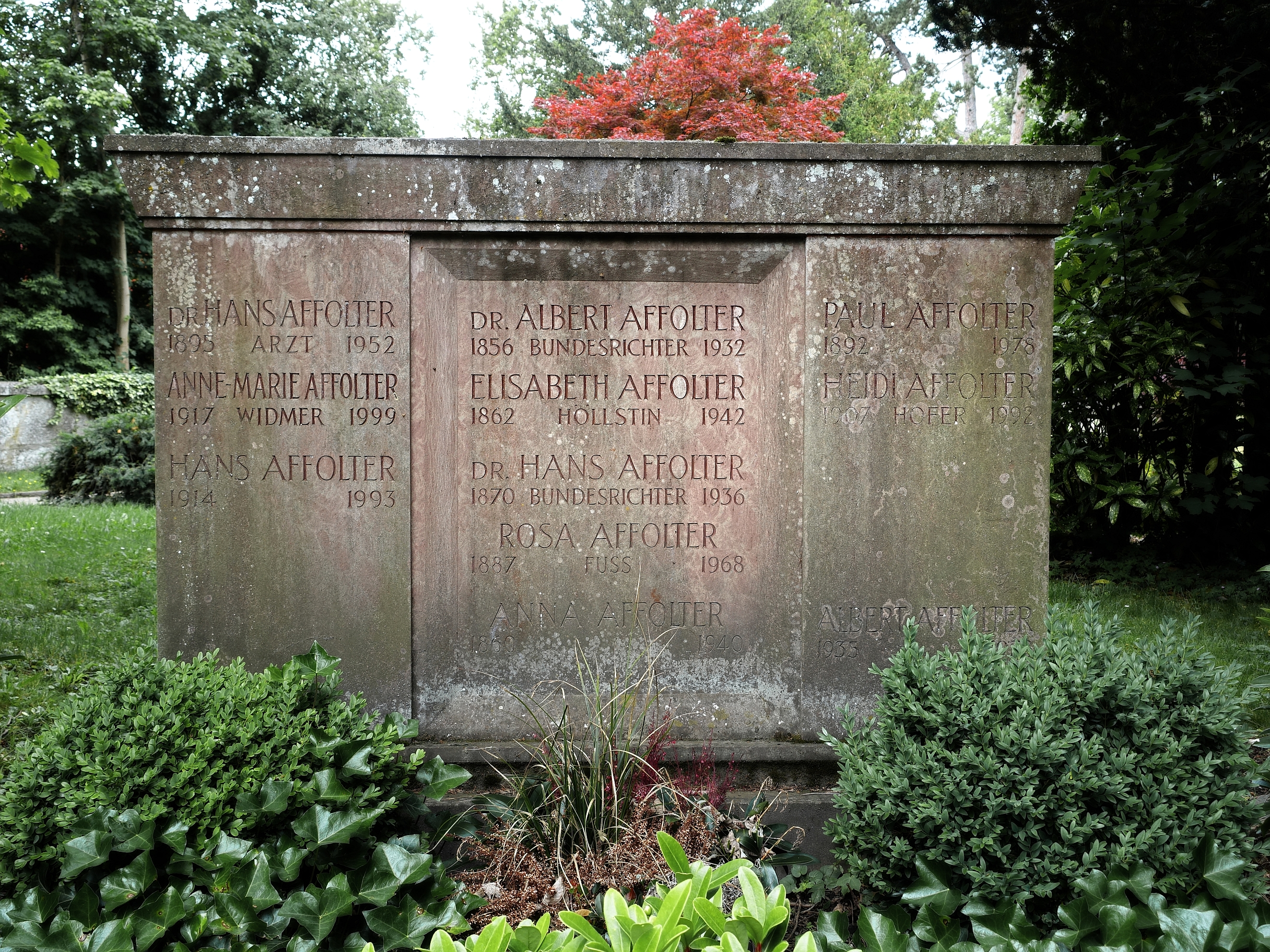
Familiengrab auf dem Friedhof St. Katharinen, Solothurn

Albert Affolter war der Sohn des Oberamtmanns Urs Josef Affolter. Zu seinen Geschwistern gehörten der Jurist Hans Affolter und der Hochschullehrer Friedrich Xaver Affolter (* 10. Februar 1862 Solothurn; † 2. Februar 1923 Wiesloch).
Affolter studierte Rechtswissenschaften in Leipzig, Heidelberg, Basel und Zürich. Von 1881 bis 1884 war er Oberrichter in Solothurn.
Als freisinniger Kantonsrat war Affolter von 1881 bis 1884 und von 1892 bis 1905 tätig.
Von 1884 bis 1892 war er Regierungsrat. Affolter leitete abwechselnd das Justiz-, das Innere, das Polizei- und das Erziehungsdepartement.
Anschliessend war Affolter von 1892 bis 1904 als Anwalt in Solothurn tätig und wurde 1904 zum Bundesrichter gewählt. Als solcher war er bis 1930 tätig.
Affolter verfasste Entwürfe zur Strafprozessordnung von 1885 sowie zur Revision des solothurnischen Zivilgesetzbuchs (ZGB) und der Zivilprozessordnung 1891. Affolter verfasste zahlreiche juristische Publikationen. 
Seine letzte Ruhestätte fand er auf dem Friedhof St. Katharinen in Solothurn.